# Ròcafòrt de Saut
Ròcafòrt de Saut (en francès Roquefort-de-Sault) és un municipi francès situat al departament de l'Aude i a la regió d'Occitània.